# Konrad Bloch
Konrad Emil Bloch (Nysa, Alemanya 1912 - Lexington, EUA 2000) fou un químic alemany, de nacionalitat estatunidenca, guardonat amb el Premi Nobel de Medicina o Fisiologia l'any 1964.

## Biografia
Va néixer el 21 de gener de 1912 a la ciutat de Nysa, població en aquells moments sota domini d'Alemanya i actualment dependència administrativa del Voivodat d'Opole a Polònia. Va estudiar química a l'Escola Tècnica Superior de Múnic, especialitzant-se en química orgànica.
Després de la pujada al poder del partit nazi a Alemanya emigrà a Suïssa, on hi va romandre dos anys, i posteriorment emigrà als Estats Units, on adquirí la nacionalitat nord-americana el 1944. Treballà al departament de bioquímica de la Universitat de Colúmbia on es va doctorar l'any 1938. Posteriorment va esdevenir membre del Departament de Química de la Universitat de Cambridge a l'estat nord-americà de Massachusetts així com de la Universitat de Chicago. L'any 1954 fou nomenat catedràtic bioquímica a la Universitat Harvard, on exercí la docència fins al 1985.
Va morir el 15 d'octubre de 2000 a la seva residència de Lexington, estat de Massachusetts, a conseqüència d'una aturada cardíaca.

## Recerca científica

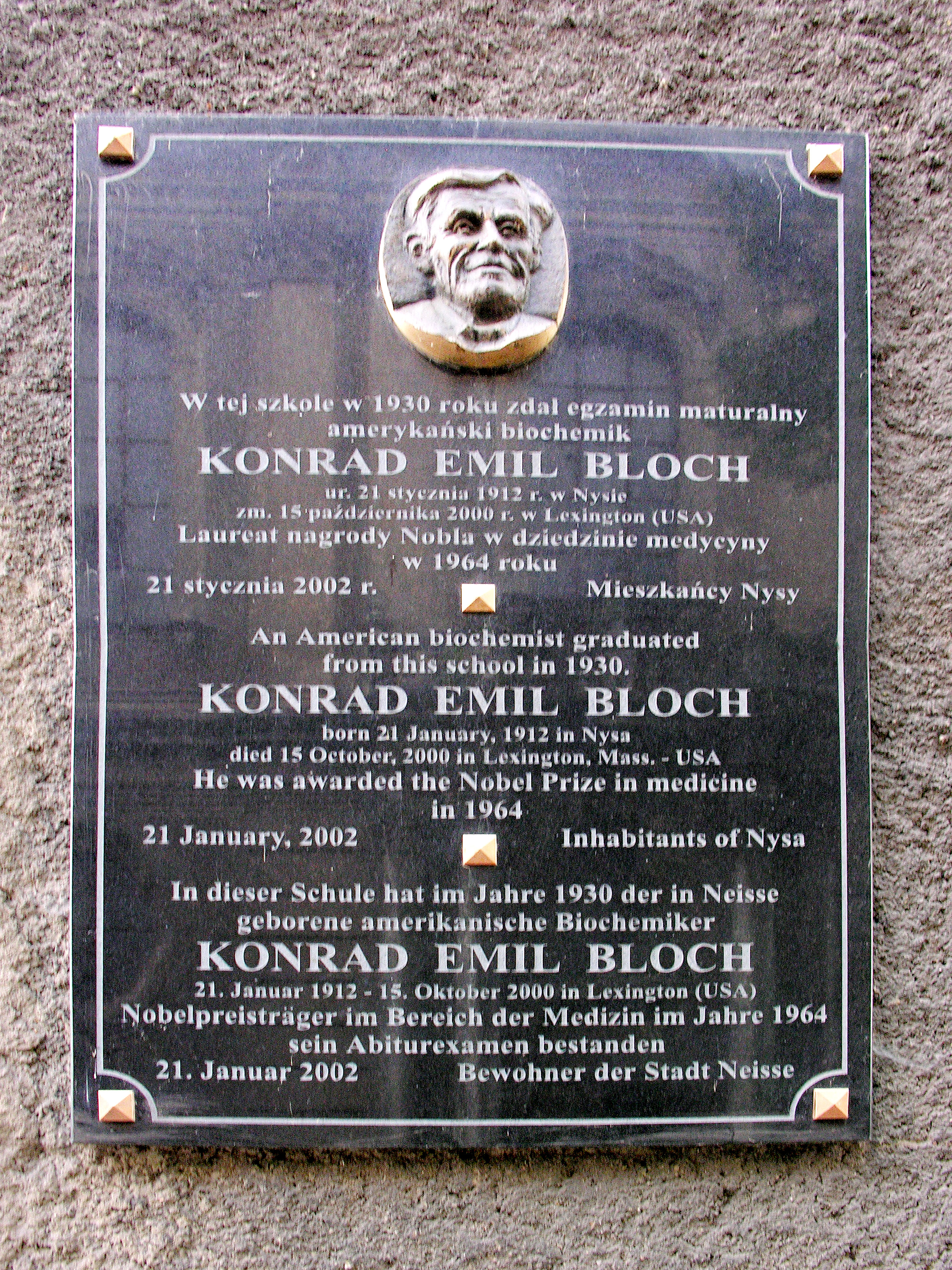
Placa en honor de Konrad Bloch situada a Nysa.

Independentment de Feodor Lynen, es dedicà a l'estudi del procés de la síntesi del colesterol, descobrint que l'àcid acètic és el començament d'una successiva cadena de reaccions químiques el producte final de les quals és el colesterol. Ambdós investigadors van contribuir al coneixement del metabolisme intermedi dels greixos i lípids. Els avanços en aquest camp van ser decisius en l'estudi de les malalties circulatòries i el posterior tractament de l'arterioesclerosi.
Bloch fou un dels primers investigadors que va descobrir l'important paper que té el colesterol en la formació de les hormones sexuals, descobriment que va obrir el camí de la biosíntesi dels esteroides actius.
L'any 1964 fou guardonat, juntament amb Feodor Lynen, amb el Premi Nobel de Medicina o Fisiologia pels seus treballs sobre el mecanisme i la regulació del metabolisme del colesterol i l'àcid gras.